# Десантные катера проекта 1785
Десантные катера проекта 1785 — серия советских десантных катеров,  строились для Советского ВМФ для доставки и высадки морского десанта на необорудованное побережье.
Относятся к кораблям 4-го ранга. 
Катера проекта также широко использовались разными министерствами и ведомствами как рейдовые самоходные сухогрузные баржи и пограничные катера обеспечения.

## История строительства
Отечественная морская пехота была воссоздана в мае 1963 года, что послужило толчком для строительства в 1965—1974 годах — нескольких сотен десантных катеров различных проектов и модификаций.

На Астраханском ССЗ «Красные баррикады» с 1965 по 1968 были построены 3 первых катера проекта.

Серийное строительство было развернуто с 1966 по 1974 год на Азовской судоверфи, Таллиннском судомеханическом заводе, Пермском СРЗ «Кама», Феодосийском ССЗ «Море», Хабаровском ССЗ.

## Конструкция
Десантные катера проекта 1785 создавались в ЦКБ-51 (сейчас ЦНИИ им.акад. А. Н. Крылова) на основе американских плашкоутов LCM (3), постройки 1940-х годов с учетом опыта постройки и эксплуатации ДКА проекта 306.

Катера имеют открытый грузовой трюм и носовую аппарель. Размеры трюма составляют 9,5 м в длину и 3,9 м в ширину, наибольшая высота борта 2,06. Запасы топлива на борту 6,5 т, масла 0,3 т, пресной воды 1,5 т. Дизель 3Д12 «Барнаултрансмаш».

Назначение судна: перевозка штучных, навалочных, насыпных и тяжеловесных грузов, различной самоходной техники. Класс Регистра: «КМ*III».

Катера проекта получили развитие в проект 1785Т. Шесть катеров проектов 1785 и 1785Т могут транспортироваться одновременно в док-камере БДК проекта 1174.

### Десантные возможности
1 средний танк или до 40 тонн груза, или 20 человек десанта.

## Представители проекта
Цвета таблицы:
| списано или утилизировано |

| нет точных данных |

| в строю |

| Стр. № | Год постр. | ССЗ                | Название       | Приписка        | Владелец                     | Примечание |
| ------ | ---------- | ------------------ | -------------- | --------------- | ---------------------------- | --- |
| 28     |            |                    | ОК-1073        |                 | КСФ                          | Опытовый катер |
| 34     | 1970       | Азовская судоверфь | Брянка         | Очаков          | ВМС Украины                  | бывший Д-455 (б/н 538) из состава КЧФ, передан в ВМСУ 15.04.1992, с 10.01.1996 — «Тарпан», с 07.10.1998 — «Брянка» (б/н U431), в резерве с 2013 года |
| 63     |            |                    | LST-63         |                 |                              | построен для ВМС Эфиопии в 1984, после мая 1991 года перешел в ВМС Эритреи, под тактическим номером LST-63                                           |
| 64     |            |                    | LST-64         |                 |                              | построен для ВМС Эфиопии в 1984, после мая 1991 года перешел в ВМС Эритреи, под тактическим номером LST-64                                           |
| 403    | 1969       | Хабаровский ССЗ    | БСС-224050     |                 | КТОФ                         | списан в 2006 году |
| 409    | 1969       | Хабаровский ССЗ    | БСС-222050     |                 | КТОФ                         | |
|        | 1969       | Хабаровский ССЗ    |                | Хабаровск       | Артель старателей «Восток-1» | бывший СТ-1510, передан из состава ТОФ |
| 414    | 1969       | Хабаровский ССЗ    | Восток         | Зея             | Артель старателей «Восток-1» | бывший СТ-3828, передан 23.04.2002 |
| 419    |            | Хабаровский ССЗ    |                |                 | БОХР                         | Амурская флотилия, списан в 1998 году |
| 425    |            | Хабаровский ССЗ    |                |                 | БОХР                         | Амурская флотилия, списан в 1998 году |
| 718    | 1966       | CCЗ № 344 «Кама»   | Монастырский-3 | Санкт-Петербург | Валаамский монастырь         | передан из ДКБФ ВМФ СССР 20.04.1990 в Спасо-Преображенский Валаамский Ставропигиальный монастырь                                                     |
|        | 1966       | CCЗ № 344 «Кама»   | Монастырский-1 | Санкт-Петербург | Валаамский монастырь         | передан из ДКБФ ВМФ СССР 20.04.1990 в Спасо-Преображенский Валаамский Ставропигиальный монастырь                                                     |
|        |            |                    | D-437          | Зых             | ВМС Азербайджана             | бывший Д-603 (б/н 659) из состава ККФл, передан в 1992 году                                                                                          |
|        |            |                    | D-438          | Зых             | ВМС Азербайджана             | |
|        | 1970       |                    | БСС-223050     |                 | КТОФ                         | |
|        |            |                    | БСС-522050     |                 | КТОФ                         | исключен из состава флота в 2010 году |
|        |            |                    | БСС-590050     |                 | ДКБФ                         | |
|        |            |                    | БСС-810050     |                 | КТОФ                         | |
|        | 1966       |                    | Д-136          |                 | ДКБФ                         | списан в 1990 году |
|        | 1966       |                    | Д-153          |                 | ККФл                         | списан в 1992 году |
|        | 1970       |                    | Д-231          |                 | ДКБФ                         | |
|        | 1967       |                    | Д-319          |                 | КТОФ                         | списан в 1996 году |
|        | 1970       |                    | Д-332          |                 | КТОФ                         | списан в 1996 году |
|        | 1969       |                    | Д-343          |                 | КТОФ                         | бортовой номер 679, с 30.06.1993 переклассифицирован в БСС                                                                                           |
|        | 1970       |                    | Д-403          |                 | ККФл                         | списан в 1994 году |
|        | 1970       |                    | Д-445          |                 | КЧФ                          | списан 22 августа 1993 года |
|        | 1970       |                    | Д-512          |                 | КТОФ                         | бортовой номер 692, с 30.06.1993 переклассифицирован в БСС                                                                                           |
|        | 1963       |                    | Д-514          |                 | ККФл                         | списан в 1990 году |
|        |            |                    | Д-516          |                 | КЧФ                          | Д-516 передан 12.1975 «объект 805» |
|        |            |                    | Д-530          |                 | КЧФ                          | сдан на слом |
|        | 1965       |                    | Д-534          |                 | ККФл                         | списан в 1992 году |
|        | 1970       |                    | Д-536          |                 | КТОФ                         | бортовой номер 682, с 30.06.1993 переклассифицирован в БСС                                                                                           |
|        |            |                    | Д-537          |                 | КЧФ                          | Списан |
|        |            |                    | Д-541          |                 | КЧФ                          | заброшено, числится в резерве |
|        |            |                    | Д-553          |                 | КЧФ                          | списан в 1993 году |
|        | 1969       |                    | Д-572          |                 | КТОФ                         | списан в 1996 году |
|        |            |                    | Д-580          |                 | КЧФ                          | Д-580 передан 12.1972 «объект 505» |
|        | 1965       |                    | Д-596          |                 | ККФл                         | списан в 1993 году |
|        |            |                    | Д-600          |                 | КЧФ                          | Д-600 передан 12.1975 «объект 805» |
|        |            |                    | Д-601          |                 | КЧФ                          | Д-601 передан 12.1975 «объект 805» |
|        |            |                    | Д-602          |                 | КЧФ                          | Списан |
|        |            |                    | Д-642          |                 | ККФл                         | |
|        |            |                    | ОК-1405        |                 |                              | Опытовый катер |
|        |            |                    | Т-141          |                 | КТОФ                         | |
|        |            |                    | Т-178          |                 | КТОФ                         | |
|        |            |                    | Т-201          |                 | КТОФ                         | |
|        |            |                    |                |                 |                              | бывший Д-577 из состава КЧФ, в августе 1974 года продан на Кубу                                                                                      |
|        |            |                    |                |                 |                              | бывший Д-579 из состава КЧФ, в августе 1974 года продан на Кубу                                                                                      |
|        |            |                    |                |                 |                              | бывший Д-160 из состава КЧФ, в декабре 1975 года продан в ВМС Эфиопии, выведен из состава флота в 1991 году                                          |
|        |            |                    |                |                 |                              | бывший Д-171 из состава КЧФ, в декабре 1975 года продан в ВМС Эфиопии, выведен из состава флота в 1991 году                                          |
|        |            |                    |                |                 |                              | бывший Д-151 (б/н 564) из состава КЧФ, в мае 1979 года продан в ВМС Эфиопии, выведен из состава флота в 1991 году                                    |
|        |            |                    |                |                 |                              | бывший Д-152 из состава КЧФ, в 1981 году продан в ВМС Эфиопии, выведен из состава флота в 1991 году                                                  |
|        | 1966       |                    |                |                 |                              | бывший Д-134 из состава ДКБФ, в декабре 1981 года продан в ВМС Южного Йемена                                                                         |
|        | 1966       |                    |                |                 |                              | бывший Д-135 из состава ДКБФ, в декабре 1981 года продан в ВМС Южного Йемена                                                                         |
|        |            |                    |                |                 |                              | бывший БСС-197050 из состава ДКБФ, в апреле 1992 года передан в Эстонскую компанию «Наутик»                                                          |
|        | 1969       | Азовская судоверфь | Сладак         | Архангельск     | ООО «Экотэк-Бункер»          | бывший Д-??? из состава КСФ, продан в ООО «Экотэк-Бункер»                                                                                            |

- В состав Черноморского флота в 1970-е годы вступило 6 катеров данного типа. Два из них в начале 1990-х были переданы Военно-морским силам Украины.
- Из состава ТОФ передан в МУП «Горводоканал» города Хабаровска 1 ДКА (1969 года постройки), новое имя «Будур»
- ГТ-908 (Хаб ССЗ, 1969 г. бортовой А-310) из 9-го экспедиционного отряда подводно-технических работ передан в 1992 году ФГУ Подводречстрой-9, в 2000-х годах разрезано/утилизировано.

### Экспорт
На экспорт поставлено около 60 десантных катеров
- Алжир: 1 единица
- Ангола: В 1976 году поставлено 5 единиц
- Вьетнам: В 1979 году поставлено 27 единиц
- Гвинея: В июле 1974 года 30 единиц
- Гвинея-Бисау: В 1975 году 2 единицы, и в январе 1979 года 2 единицы
- Кампучия: В январе 1985 года 3 единицы (стр.№ 60, 61, 62)
- Куба: В 1967 году 5 единиц, в августе 1974 года 2 единицы («Д-577», «Д-579»).
- Северный Йемен: В 1971 году 2 единицы
- Сомали: В 1968 году 1 единица, в 1969 3 единицы[4] постройки ССЗ «Красные баррикады»
- Эфиопия: В мае 1979 года «Д-151», в 1981 «Д-152», в декабре 1975 «Д-160», «Д-171» в 1984 № 63, № 64 (после мая 1991 года 2 единицы (№ 63, № 64) ВМФ Эритреи — сейчас LST-63, LST-64[3], еще два в этоже время ушли в Йемен, другие списаны)
- Южный Йемен: В ноябре 1970 года 3 единицы, в декабре 1981 года 2 единицы из состава БФ (Д-134, Д-135)

### Списание
После списания из ВМФ некоторые катера использовались в качестве гражданских судов.
В результате шторма 3 января 1993 года под Новороссийским портом в 8:15 утра из-за навала друг на друга затонули несколько десантных катеров. В том числе «Д-530» который в декабре 1992 года перевели из Потийской военно-морской базы. Позже «Д-530» был поднят и сдан на слом.
- СТ-4121 (зав.№ 39) принадлежащий ТОО «Кировец» сожжен на Сахалине
- 19?? — ПСКА-??? (б/н 743), Д-537, Д-602
- 1988 — 2 единицы принадлежащие Северному Йемену
- 1990 — Д-136, Д-514, зав.№ 718 (сейчас «Монастырский-3»)
- 1992 — Д-153, Д-534
- 1993 — Д-553, Д-445, Д-596
- 1994 — Д-403
- 1996 — Д-319, Д-332, Д-572
- 1998 — зав.№ 419, зав.№ 425
- 2006 — БСС-224050